# Адміністративний устрій Олевського району
Адміністративний устрій Олевського району — адміністративно-територіальний поділ Олевського району Житомирської області на 1 міську територіальну громаду, 1 сільську територіальну громаду і 1 сільську раду, які об'єднують 60 населених пунктів та підпорядковані Олевській районній раді. Адміністративний центр — місто Олевськ.

## Сучасний устрій району

### Список громад
| № | Назва                           | Центр           | Населені пункти | Площа км² | Місце за площею | Населення (2001), чол. | Місце за населенням |
| - | ------------------------------- | --------------- | --- | --------- | --------------- | ---------------------- | ------------------- |
| 1 | Білокоровицька сільська громада | с. Білокоровичі | с. Білокоровичі смт Бучмани смт Нові Білокоровичі |           |                 | 6050                   |                     |
| 2 | Олевська міська громада         | м. Олевськ      | с. Андріївка с. Артинськ с. Бацеве с. Болярка с. Будки с. Варварівка с. Держанівка с. Джерело смт Діброва смт Дружба с. Жубровичі с. Журжевичі с. Забороче с. Замисловичі с. Зольня с. Зубковичі с. Калинівка с. Кам'янка с. Кишин с. Ковалівка с. Копище с. Корощине с. Ліски с. Лісове с. Лопатичі с-ще Лугове с. Майдан с. Майдан-Копищенський с. Михайлівка с. Млинок смт Новоозерянка с. Обище с. Озеряни м. Олевськ с. Перга с. Покровське с. Рудня с. Рудня-Бистра с. Рудня-Замисловицька с. Рудня-Озерянська с. Рудня-Перганська с. Рудня-Хочинська с. Сарнівка с. Сердюки с-ще Сновидовичі с. Соснівка с. Стовпинка с. Сущани с. Тепениця с. Устинівка с. Хмелівка с. Хочине с. Шебедиха с. Юрове |           |                 | 34110                  |                     |

### Список рад
| № | Назва                      | Центр       | Населені пункти                             | Площа км² | Місце за площею | Населення (2001), чол. | Місце за населенням |
| - | -------------------------- | ----------- | ------------------------------------------- | --------- | --------------- | ---------------------- | ------------------- |
| 1 | Радовельська сільська рада | с. Радовель | с. Пояски с. Радовель с. Рудня-Радовельська |           |                 |                        |                     |

## Список рад до початку реформи (2015 року)
| №  | Назва                           | Центр                 | Населені пункти                                                | Площа км² | Місце за площею | Населення (2001), чол. | Місце за населенням |
| -- | ------------------------------- | --------------------- | -------------------------------------------------------------- | --------- | --------------- | ---------------------- | ------------------- |
| 1  | Олевська міська рада            | м. Олевськ            | м. Олевськ                                                     |           |                 |                        |                     |
| 2  | Бучманівська селищна рада       | смт Бучмани           | смт Бучмани                                                    |           |                 |                        |                     |
| 3  | Дружбівська селищна рада        | смт Дружба            | смт Дружба смт Діброва                                         |           |                 |                        |                     |
| 4  | Новобілокоровицька селищна рада | смт Нові Білокоровичі | смт Нові Білокоровичі                                          |           |                 |                        |                     |
| 5  | Новоозерянська селищна рада     | смт Новоозерянка      | смт Новоозерянка с. Озеряни с. Рудня-Озерянська                |           |                 |                        |                     |
| 6  | Білокоровицька сільська рада    | с. Білокоровичі       | с. Білокоровичі                                                |           |                 |                        |                     |
| 7  | Жовтнева сільська рада          | с. Жовтневе           | с. Жовтневе с. Бацеве с. Ліски                                 |           |                 |                        |                     |
| 8  | Жубровицька сільська рада       | с. Жубровичі          | с. Жубровичі                                                   |           |                 |                        |                     |
| 9  | Журжевицька сільська рада       | с. Журжевичі          | с. Журжевичі с. Рудня                                          |           |                 |                        |                     |
| 10 | Замисловицька сільська рада     | с. Замисловичі        | с. Замисловичі с. Рудня-Замисловицька с. Устинівка с. Шебедиха |           |                 |                        |                     |
| 11 | Зольнянська сільська рада       | с. Зольня             | с. Зольня с. Ковалівка с. Сердюки                              |           |                 |                        |                     |
| 12 | Зубковицька сільська рада       | с. Зубковичі          | с. Зубковичі                                                   |           |                 |                        |                     |
| 13 | Кам'янська сільська рада        | с. Кам'янка           | с. Кам'янка с. Лісове                                          |           |                 |                        |                     |
| 14 | Кишинська сільська рада         | с. Кишин              | с. Кишин с. Болярка с. Забороче с-ще Лугове                    |           |                 |                        |                     |
| 15 | Комсомольська сільська рада     | с. Комсомольське      | с. Комсомольське с. Будки с. Михайлівка с. Млинок              |           |                 |                        |                     |
| 16 | Копищенська сільська рада       | с. Копище             | с. Копище с. Майдан-Копищенський                               |           |                 |                        |                     |
| 17 | Лопатицька сільська рада        | с. Лопатичі           | с. Лопатичі                                                    |           |                 |                        |                     |
| 18 | Майданська сільська рада        | с. Майдан             | с. Майдан с. Джерело с. Сарнівка                               |           |                 |                        |                     |
| 19 | Радовельська сільська рада      | с. Радовель           | с. Радовель с. Пояски с. Рудня-Радовельська                    |           |                 |                        |                     |
| 20 | Руднє-Бистрянська сільська рада | с. Рудня-Бистра       | с. Рудня-Бистра с. Варварівка с. Корощине с-ще Сновидовичі     |           |                 |                        |                     |
| 21 | Стовпинська сільська рада       | с. Стовпинка          | с. Стовпинка с. Держанівка                                     |           |                 |                        |                     |
| 22 | Сущанська сільська рада         | с. Сущани             | с. Сущани с. Андріївка                                         |           |                 |                        |                     |
| 23 | Тепеницька сільська рада        | с. Тепениця           | с. Тепениця с. Артинськ с. Обище с. Соснівка с. Хмелівка       |           |                 |                        |                     |
| 24 | Хочинська сільська рада         | с. Хочине             | с. Хочине с. Перга с. Рудня-Перганська с. Рудня-Хочинська      |           |                 |                        |                     |
| 25 | Юрівська сільська рада          | с. Юрове              | с. Юрове                                                       |           |                 |                        |                     |

* Примітки: м. — місто, смт — селище міського типу, с. — село, с-ще — селище

## Історія
Район утворений 7 березня 1923 року в складі Коростенської округи Волинської губернії з 25 сільських рад Олевської та Білокоровицької волостей Коростенського повіту.
12 січня 1924 року ліквідовано Барбарівську сільську раду, 21 серпня 1924 року до складу району включено Андріївську сільську раду Ємільчинського району, 30 жовтня 1924 року в складі району утворено Артинську сільську раду.
25 січня 1926 року Білокоровицьку, Велико-Дивлинську, Жеревецьку, Мало-Дивлинську та Червоноволоцьку сільські ради передано до складу Лугинського району.
В 1941-44 роках територія району входила до складу гебітскомісаріату Олевськ Генеральної округи Житомир та складалась з Болярської, Корощинської, Майдан-Копищанської, Обище-Сущанської, Поясківської, Радоробельської, Руднє-Бистренської, Руднє_Озерянської, Руднє-Радовельської, Руднє-Собичинської, Руднє-Хочинської, Сереничської, Чистолузької, Юстинбурзької сільських управ.
11 серпня 1954 року ліквідовано Андріївську, Артинську, Будко-Собичинську, Дубровську та Перганську сільські ради.
9 жовтня 1961 року в складі району утворено Дібрівську селищну раду.
30 грудня 1962 року до складу району включено територію розформованого Лугинського району.
7 січня 1963 року Охотівську сільську раду передано до складу Коростенського району, 4 січня 1965 року Повчанську сільську раду передано до складу Овруцького району.
8 грудня 1966 року передано до складу відновленого Лугинського району Великодивлинську, Жеревецьку, Калинівську, Красноставську, Кремненську, Липниківську, Лугинську, Путиловецьку, Старосільську, Степанівську, Топільнянську та Червоноволоцьку сільські ради.
18 липня 1983 року в складі району було утворено Бучманівську селищну раду.
До початку адміністративно-територіальної реформи в Україні (станом на початок 2015 року) до складу району входили міська, 4 селищні та 20 сільських рад.
25 липня 2016 року в складі району було утворено Білокоровицьку сільську територіальну громаду, до складу котрої увійшли та 3 січня 2017 року припинили існування Бучманівська та Новобілокоровицька селищні і Білокоровицька сільська ради.
11 серпня 2016 року в складі району утворилась Олевська міська територіальна громада, до складу якої увійшли та 17 січня 2017 року виключені з облікових даних Олевська міська, Дружбівська та Новоозерянська селищні, Жубровицька, Журжевицька, Замисловицька, Зольнянська, Зубковицька, Калинівська, Кам'янська, Кишинська, Копищенська, Лопатицька, Майданська, Покровська, Руднє-Бистрянська, Стовпинська, Сущанська, Тепеницька, Хочинська, Юрівська сільські ради.
На час ліквідації району, відповідно до Постанови Верховної Ради України від 17 липня 2020 року, до його складу входили міська та сільська об'єднані територіальні громади і сільська рада.